# رقابت بین‌جنسی ماده‌ها

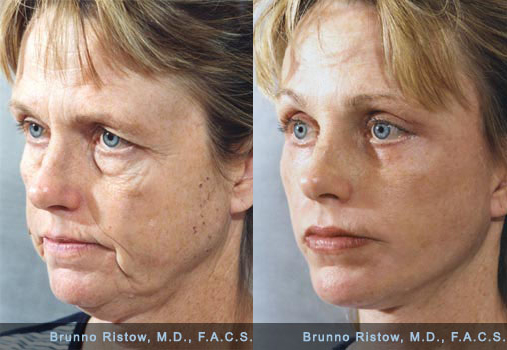
روش جوان‌سازی چهره (لیفت صورت) شامل بلند کردن ابروهای کم‌پشت، جراحی پلک و بازگرداندن توپُری طبیعی لب‌ها است.

رقابت بین‌جنسی ماده‌ها (به انگلیسی: Female intrasexual competition)، رقابت بین زنان بر سر یک جفت بالقوه است. چنین رقابتی ممکن است شامل خودنمایی، تحقیر زنان دیگر و پرخاشگری مستقیم و غیرمستقیم به زنان دیگر باشد. عواملی که بر رقابت بین‌جنسی زنان تأثیر می‌گذارند، عبارتند از: کیفیت ژنتیکی، جفت‌های موجود، سطح هورمون‌ها و پویایی بین‌فردی.
دو حالت انتخاب جنسی وجود دارد: انتخاب درون‌جنسی و انتخاب بین‌جنسی. انتخاب درون‌جنسی شامل نمایش ویژگی‌های جنسی مطلوب برای جذب یک همسر بالقوه است. انتخاب بین‌جنسی رقابت بین اعضای همجنس دیگر بر سر یک همسر احتمالی است.
در مقایسه با مردان، زنان تمایل دارند که شکل‌های ظریف رقابت بین‌جنسی را بر آشکار ترجیح دهند. با این حال، آنها همچنین کمتر احتمال دارد که درگیری با همجنس خود را حل کنند.